# Hawar Killis
Hawar Killis (arab. حوار كلس) – wieś w Syrii, w muhafazie Aleppo. W 2004 roku liczyła 438 mieszkańców.